# Tooji
Touraj Keshtkar (en persa: تورج کشتکار‎; Shiraz, Irán, 26 de mayo de 1987), más conocido como Tooji, es un cantante, pintor, modelo y conductor de televisión noruego nacido en Irán.

## Festival de la Canción de Eurovisión 2012
Tooji representó a Noruega en el Festival de la Canción de Eurovisión 2012, celebrado en Bakú, Azerbaiyán, con la canción «Stay». A pesar de ser una de las candidaturas más populares, quedó en el último lugar de la clasificación de la final, con 7 puntos.